# Elsie Maud Wakefield
Elsie Maud Wakefield – (ur. 3 lipca 1886 w Birmingham, zm. 17 czerwca 1972) – angielska mykolożka i fitopatolożka.
Jej ojciec był nauczycielem nauk ścisłych. Ukończyła szkołę średnią dla dziewcząt w Swansea, a następnie uczęszczała do Somerville College w Oksfordzie, gdzie uzyskała dyplom z wyróżnieniem z botaniki. Po ukończeniu studiów otrzymała stypendium i pracowała z prof. Karlem von Tubeufem w Monachium, gdzie prowadziła badania kulturowe nad grzybami publikując tam swój pierwszy artykuł w języku niemieckim. Po powrocie w 1910 roku została asystentką Georga Massee, kierownika mykologii i roślin zarodnikowych w Kew Gardens. Po jego przejściu na emeryturę w 1915 roku przejęła stanowisko kierownika mykologii.
W 1920 roku spędziła sześć miesięcy pracując jako mykolog na Karaibach. Następnie pozostała w Kew Gardens aż do przejścia na emeryturę w 1951 roku, pracując nad brytyjskimi i tropikalnymi grzybami, ze szczególnym zainteresowaniem gatunkami grzybów kortycjoidalnych i tomentelloidalnych. Była specjalistką od podstawczaków, na arenie międzynarodowej zdobyła uznanie za pracę nad bezblaszkowcami Aphyllophorales. W tym czasie opublikowała również kilka prac na temat fitopatologii.
W 1929 roku Elsie Wakefield została wybrana na prezesa British Mycological Society, a w 1950 roku otrzymała Order Imperium Brytyjskiego. Opublikowała prawie 100 prac z zakresu mykologii i fitopatologii, oraz dwa popularne przewodniki terenowe do oznaczania ważniejszych grzybów brytyjskich. Opisała wiele nowych gatunków z Wielkiej Brytanii i zza oceanu. W uznaniu jej zasług jej nazwiskiem nazwa no rodzaje grzybów Wakefieldia i Wakefieldiomyces oraz gatunki Aleurodiscus wakefieldiae, Amaurodon wakefieldiae, Brachysporium wakefieldiae, Crepidotus wakefieldiae, Hypochnicium wakefieldiae, Pneumocystis wakefieldiae, Poria wakefieldiae, Postia wakefieldiae i Thelephora wakefieldiae.
Przy nazwach naukowych utworzonych przez nią taksonów standardowo dodawany jest skrót jej nazwiska Wakef. (zobacz: lista skrótów nazwisk botaników i mykologów).